# 1953年の日本シリーズ
1953年の日本シリーズ（1953ねんのにっぽんシリーズ、1953ねんのにほんシリーズ）は、1953年10月10日から10月16日まで行われた第4回プロ野球日本選手権シリーズである。水原茂監督率いる読売ジャイアンツと山本一人監督率いる南海ホークスとの3年連続同一カードによると対決となり、10月に後楽園球場と大阪球場と甲子園球場で行われた。

## 概要
巨人は独走状態でセ・リーグを勝ち上がり、対する南海は首位が28回も入れ替わるという史上まれに見る大混戦のパ・リーグを勝ち上がっての対決で、3年連続「巨人－南海」の同一カードだった。
この年、日本シリーズ終了後に行われる日米野球の影響から、大阪→東京→大阪/西宮→東京と3度の長距離移動があったにもかかわらず移動日が無いというハードなシリーズだった（第3戦が引き分けとなったことにより、第7戦で南海が勝利して3勝3敗となった場合は、第8戦は11月にずれ込むことになっていた）。また、巨人軍は日本シリーズ前に、国鉄スワローズとのレギュラーシーズンリーグ5試合を消化しないままでそれに突入したが、上記の日米野球の日程の都合により空きスケジュールが調整できなかったことと、この段階でリーグ戦順位が確定したこともあって、この5試合は延期せず、ペナントレースを打ち切った。
甲子園球場で行われた第6戦の入場者数6346人は、日本シリーズ史上最少入場者数である。

## 試合結果
| 10月10日（土）                         | 第1戦 | 読売ジャイアンツ | 3 - 4 | 南海ホークス     | 大阪球場   |
| 10月11日（日）                         | 第2戦 | 読売ジャイアンツ | 5 - 3 | 南海ホークス     | 大阪球場   |
| 10月12日（月）                         | 第3戦 | 南海ホークス     | 2 - 2 | 読売ジャイアンツ | 後楽園球場 |
| 10月13日（火）                         | 第4戦 | 南海ホークス     | 0 - 3 | 読売ジャイアンツ | 後楽園球場 |
| 10月14日（水）                         | 第5戦 | 読売ジャイアンツ | 5 - 0 | 南海ホークス     | 大阪球場   |
| 10月15日（木）                         | 第6戦 | 読売ジャイアンツ | 0 - 2 | 南海ホークス     | 甲子園球場 |
| 10月16日（金）                         | 第7戦 | 南海ホークス     | 2 - 4 | 読売ジャイアンツ | 後楽園球場 |
| 優勝：読売ジャイアンツ（3年連続3回目） |       |                  |       |                  |            |

### 第1戦
10月10日　大阪球場　入場者数:24913人（延長12回）
| 巨人 | 0 | 1 | 0 | 0 | 0 | 0 | 1 | 0 | 1 | 0 | 0 | 0  | 3 |
| 南海 | 2 | 0 | 0 | 0 | 0 | 1 | 0 | 0 | 0 | 0 | 0 | 1x | 4 |

| （巨） | 大友、●別所（1敗） - 広田、楠   |
| （南） | 大神、○柚木（1勝） - 松井、筒井 |

[審判]パ二出川（球）セ筒井、パ横沢、セ津田（塁）パ浜崎、セ円城寺（外）

公式記録関係（日本野球機構ページ）

### 第2戦
10月11日　大阪球場　入場者数：30524人
| 巨人 | 0 | 1 | 0 | 0 | 0 | 0 | 4 | 0 | 0 | 5 |
| 南海 | 0 | 0 | 0 | 0 | 1 | 1 | 0 | 1 | 0 | 3 |

| （巨） | ○藤本（1勝）、中尾 - 広田                                                 |
| （南） | ●中村（1敗）、藤江 - 松井、筒井                                           |
| 本塁打 |                                                                           |
| （巨） | 与那嶺1号2ラン（7回中村）、千葉1号ソロ（7回中村）、南村1号ソロ（7回中村） |
| （南） | 飯田1号ソロ（8回藤本）                                                    |

[審判]セ島（球）パ上田、セ津田、パ横沢（塁）セ筒井、パ浜崎（外）

公式記録関係（日本野球機構ページ）

### 第3戦
10月12日　後楽園球場　入場者数：22546人（9回降雨コールド引き分け）
| 南海 | 0 | 0 | 1 | 0 | 0 | 0 | 0 | 1 | 2 |
| 巨人 | 1 | 0 | 0 | 0 | 1 | 0 | 0 | 0 | 2 |

| （南） | 中原、大神 - 松井、筒井 |
| （巨） | 別所 - 広田             |
| 本塁打 |                         |
| （南） | 中原1号ソロ（3回別所）  |

[審判]パ二出川（球）セ津田、パ横沢、セ円城寺（塁）パ上田、セ筒井（外）

公式記録関係（日本野球機構ページ）

### 第4戦
10月13日　後楽園球場　入場者数：25953人
| 南海 | 0 | 0 | 0 | 0 | 0 | 0 | 0 | 0 | 0 | 0 |
| 巨人 | 0 | 1 | 0 | 0 | 2 | 0 | 0 | 0 | X | 3 |

| （南） | ●中谷（1敗）、藤江、小畑 - 松井、筒井 |
| （巨） | ○ 大友 （1勝） - 広田                 |

[審判]セ島（球）パ上田、セ筒井、パ横沢（塁）セ円城寺、パ浜崎（外）

公式記録関係（日本野球機構ページ）

### 第5戦
10月14日　大阪球場　入場者数：21652人
| 巨人 | 1 | 0 | 0 | 1 | 0 | 0 | 0 | 0 | 2 | 1 | 5 |
| 南海 | 0 | 0 | 0 | 0 | 0 | 0 | 0 | 0 | 0 | 0 | 0 |

| （巨） | ○ 入谷(1勝) - 広田           |
| （南） | ●柚木（1勝1敗）、中村 - 筒井 |
| 本塁打 |                              |
| （巨） | 岩本1号ソロ（9回中村）       |

[審判]パ二出川（球）セ筒井、パ浜崎、セ円城寺（塁）パ上田、セ津田（外）

公式記録関係（日本野球機構ページ）

### 第6戦
10月15日　甲子園球場　入場者数：6346人
| 巨人 | 0 | 0 | 0 | 0 | 0 | 0 | 0 | 0 | 0 | 0 |
| 南海 | 0 | 0 | 2 | 0 | 0 | 0 | 0 | 0 | X | 2 |

| （巨） | ●藤本（1勝1敗）、中尾 - 広田 |
| （南） | ○大神 (1勝) - 松井           |

[審判]セ島（球）パ横沢、セ円城寺、パ上田（塁）セ津田、パ浜崎（外）

公式記録関係（日本野球機構ページ）

### 第7戦
10月16日　後楽園球場　入場者数：21332人
| 南海 | 0 | 0 | 0 | 0 | 0 | 2 | 0 | 0 | 0 | 2 |
| 巨人 | 1 | 0 | 0 | 0 | 0 | 0 | 3 | 0 | X | 4 |

| （南） | 小畑、●大神 (1勝1敗)、中原、藤江 - 松井        |
| （巨） | 別所、○大友（2勝） - 広田                      |
| 本塁打 |                                                |
| （南） | 松井1号ソロ（6回別所）、木塚1号ソロ（6回別所） |

[審判]パ二出川（球）セ津田、パ横沢、セ筒井（塁）パ浜崎、セ円城寺（外）

公式記録関係（日本野球機構ページ）

## テレビ・ラジオ中継

### テレビ中継
この年の2月1日、NHKがテレビ本放送を開始し、続いて8月28日に日本テレビが開局した。日本テレビは開局翌日の8月29日に読売ジャイアンツ対大阪タイガース戦の模様を後楽園球場から中継しプロ野球中継の幕が明けた。そして10月の日本選手権シリーズも第3戦を除いてテレビ放映されることとなった。
なお、大阪府ではまだこの時はテレビ放送は行われていなかった（NHK大阪放送局は翌1954年3月1日にテレビ本放送開始。民放の大阪テレビ開局は1956年まで待たなけならばなかった）。
- 第1戦：10月10日 NHKテレビ 実況：石田武
- 第2戦：10月11日 NHKテレビ
- 第3戦：10月12日 テレビ中継なし
- 第4戦：10月13日 日本テレビ 実況：江本三千年
- 第5戦：10月14日 NHKテレビ 実況：下山博通
- 第6戦：10月15日 NHKテレビ 実況：野村泰治
- 第7戦：10月16日 日本テレビ
  - 参考：1953年当時の日本シリーズ中継について

### ラジオ中継
- 第1戦：10月10日
  - NHKラジオ第2 実況：野村泰治
  - 新日本放送（・ラジオ東京予備カード） 解説：中澤不二雄 実況：杉本隆平
  - 朝日放送 ゲスト解説：松木謙治郎（大阪監督）・芥田武夫（近鉄監督）
- 第2戦：10月11日
  - NHKラジオ第2 実況：鈴木文彌
  - 新日本放送（・ラジオ東京予備カード） 解説：中澤不二雄 実況：杉本隆平
  - 朝日放送
- 第3戦：10月12日
  - NHKラジオ第2 実況：志村正順
  - ラジオ東京 実況：近江正俊
  - 新日本放送
  - 朝日放送
- 第4戦：10月13日
  - NHKラジオ第2 実況：斎藤政男
  - ラジオ東京 実況：小坂秀二
  - 新日本放送
  - 朝日放送
- 第5戦：10月14日
  - NHKラジオ第2 実況：石田武
  - 新日本放送・ラジオ東京 実況：杉本隆平
  - 朝日放送
- 第6戦：10月15日
  - NHKラジオ第2 実況：榎本猛
  - 新日本放送・ラジオ東京 実況：杉本隆平
  - 朝日放送
- 第7戦：10月16日
  - NHKラジオ第2 実況：志村正順
  - ラジオ東京 実況：小坂秀二
  - 新日本放送
  - 朝日放送